# Mursa gracilis
Mursa gracilis là một loài bướm đêm trong họ Noctuidae.